# Dennis Yu
Dennis Yu est un réalisateur hongkongais, actif dans les années 1980.

## Filmographie partielle
- 1980 : Survivre ! (San gau)
- 1981 : Hung bong
- 1984 : Ma hou pao
- 1985 : Ge wu sheng ping
- 1987 : Hung mau